# Agabus xyztrus
Agabus xyztrus är en skalbaggsart som beskrevs av Larson in Larson, Alarie och Roughley 2000. Agabus xyztrus ingår i släktet Agabus och familjen dykare. Inga underarter finns listade i Catalogue of Life.